# Xiphophorus variatus
Xiphophorus variatus е вид сладководна лъчеперка от семейство Poeciliidae.

## Разпространение
Видът е разпространен в североизточната част на Мексико.